# El Capiri
El Capiri är en ort i Mexiko.   Den ligger i kommunen Xochitepec och delstaten Morelos, i den sydöstra delen av landet, 80 km söder om huvudstaden Mexico City. El Capiri ligger 1 071 meter över havet och antalet invånare är 187.
Terrängen runt El Capiri är platt åt sydost, men åt nordväst är den kuperad. Terrängen runt El Capiri sluttar söderut. Runt El Capiri är det ganska tätbefolkat, med 185 invånare per kvadratkilometer. Närmaste större samhälle är Jiutepec, 17,5 km nordost om El Capiri. Omgivningarna runt El Capiri är en mosaik av jordbruksmark och naturlig växtlighet.